# Arthur Beltinger
Arthur Beltinger, nemški general in vojaški zdravnik, * 27. maj 1881, † 17. oktober 1964.

## Življenjepis
V času Reichswehra je bil divizijski zdravnik 2. konjeniške divizije, dokler se ni leta 1932 upokojil. Kljub temu je bil že istega leta aktiviran kot nadomestni zdravnik. Leta 1938 so ga ponovno upokojili.
Leta 1939 so ga ponovno aktivirali in tokrat je postal glavni medicinski častnik pri vojaškemu poveljniku Krakova (1939). Do konca vojne je bil nato korpusni zdravnik v zaledju 18. armadnega korpusa in hkrati zdravnik za 18. vojaško okrožje.